# 種子島久達
種子島 久達（たねがしま ひさたつ、元禄4年1月12日（1691年2月9日） - 延享元年8月19日（1744年9月25日）は、薩摩藩（鹿児島藩）家臣、種子島氏第20代当主。
幼名伝次郎。通称四郎助、太郎左衛門、弾正。初名時春、意時、久陣。

## 略歴
元禄4年（1691年）1月12日生まれる。元禄12年（1699年）、藩主島津綱貴の加冠で元服する。享保12年（1727年）、兄憲時の死去により嫡子となり、藩主島津継豊に拝謁する。享保13年（1728年）、五番組頭、番頭となる。享保15年（1730年）、藩主継豊帰国許可の謝使として江戸に出府して、江戸城で将軍徳川吉宗に拝謁する。享保20年（1735年）、桜町天皇即位式典の祝賀使を務める。元文元年（1736年）、父の隠居により家督相続する。延享元年（1744年）藩主島津吉貴の使いで江戸に出府し、江戸城で将軍吉宗、世子家重に拝謁する。同年8月19日死去。家督は嫡男の久芳が相続した。

## 系譜
- 父：種子島久基
- 母：袈裟千代 - 島津光久の十四女
- 妻：川嶋氏
  - 長男：種子島始時
  - 次男：種子島久芳
  - 女子：島津久甫正室
  - 女子：北郷資盈正室
  - 女子：島津久起正室